# Nonnenfürzle

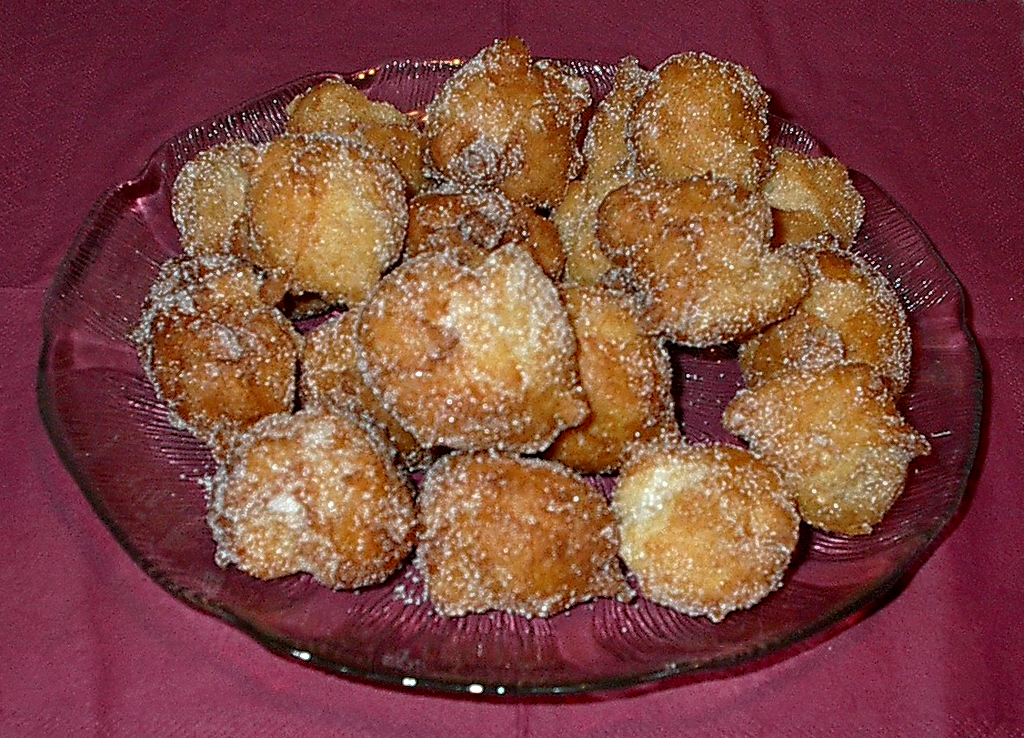
Nonnenfürzle

Nonnenfürzle (auch: Nonnenfürzchen) bezeichnet ein Schmalzgebäck aus dem süddeutschen Raum, es ist vor allem in Schwaben und im Allgäu bekannt.
Traditionell gegessen werden Nonnenfürzle zur Fastnacht, hergestellt werden sie aus Brandmasse: mit zwei Teelöffeln werden kleine Kugeln abgestochen und in heißem Fett schwimmend ausgebacken. Noch heiß wird das Gebäck in Zucker gewendet.
Im moselfränkischen Sprachraum wird das Gebäck, das dort ebenfalls vor allem an Fastnacht beliebt ist, als „Mäusjer“ („Mäuschen“) bezeichnet. Diesen setzte die Leiendecker Bloas mit „Es Faosenaocht“ ein musikalisches Denkmal.

## Ursprüngliche Rezeptur und Namensherkunft
Zurzeit wird allgemein davon ausgegangen, dass der Name der gebackenen Nonnenfürzle von Furz abgeleitet wird (wohl wegen des luftigen Brandteigs).
Sprachforscher gehen aber sowohl bei der Namensherkunft als auch bei der Rezeptur der Nonnenfürzle von anderen Aspekten aus. Das Gebäck gab es schon in mittelhochdeutscher Schreibweise nunnen-vürzelîn und war aus Pfefferkuchenteig. Auch Jacob und Wilhelm Grimm beschreiben in ihrem Wörterbuch die Nonnenfürzlein als „ein in nonnenklöstern übliches pfeffernuszartiges gebäck“ (latein. globuli dulciarii piperati) und weisen auf die Wortherkunft vom französischen farce (Füllung) hin.
Das „Neue Alamodische Koch-Büchlein“ aus dem Jahr 1689 beschreibt im Rezept „Nonnen-Fürtzel zu machen“, wie aus einer mit Pfeffer, Zimt, Ingwer u. ä. gewürzten Marzipanfüllung Kügelchen geformt, in Teigstückchen gepackt und danach in einer Pfanne gebacken werden.
Die „klainen schwebischen Küchlen“ des Balthasar Staindl aus dem Jahr 1547 sind aus Brandteig, tragen aber in seinem Werk Ain künstlichs und nutzlichs Kochbuch keinen Namen.

## Geschichte
Eine der frühesten schriftlichen Erwähnungen von „nunnenfoerzlein“ fand der Historiker Hartmann Joseph Zeibig in den Urkunden des Stiftes Klosterneuburg bei Wien, wo Küchenamtsrechnungen aus dem 14. Jahrhundert erhalten geblieben sind.
Gebackene Nonnenfürzlein sind schon seit Jahrhunderten im ganzen deutschsprachigen Gebiet bekannt, werden aber der schwäbischen Kochkunst zugeschrieben. Auch Martin Luther soll das „Kräpffel-Werck Nonnen-Fürtzel“ geschätzt haben, denn „er war ein sonderbarer Liebhaber und Kenner dergleichen Delicatessen, und führte überaus offt dieselbe in seinem praetendirten Christus-Mund.“
Der Begriff Nonnenfürzchen war überaus geläufig und kam auch in pikanten Schriften des 18. Jahrhunderts vor, wo das Leben der Nonnen als frivol geschmäht wurde.